# 未来万紀
未来 万紀（みらい まき）は、日本の歌手。1996年から1999年にかけて活動していた。

## 概要
1996年、センチュリーレコードよりシングル「恋したらずっと」でデビュー。初期は水野あおいの制作陣を起用するなどアイドル色の強い作品が多かったが売上は芳しくなかった。1998年に西脇唯プロデュースでリリースした5枚目のシングル「Destiny」がスマッシュヒットし、次作「誰よりも愛してた…」もロングヒット。自身最高のセールスを記録する。しかし翌年の7作目のシングルを最後に活動を休止した。なお1999年に発売された唯一のアルバムにはシングル曲が「誰よりも愛してた…」収録の2曲と「Destiny」のアルバムバージョンしか入っておらず、未収録の作品は流通量が少ないうえ全て8センチCDであるため、今後の入手は極めて難しい。

## ディスコグラフィー

### シングル
|   | 発売日         | タイトル                         | c/w               | 収録アルバム                   | 規格品番・備考                 |
| - | -------------- | -------------------------------- | ----------------- | ------------------------------ | ------------------------------ |
| 1 | 1996年12月16日 | 恋したらずっと                   | アドバンス・ラブ  | －                             | CEDC-10634                     |
| 2 | 1997年7月19日  | Summer Angel〜サマーエンジェル〜 | My blue boy       | －                             | NSDA-1                         |
| 3 | 1997年10月21日 | 思い出にできない                 | Baby Baby         | －                             | NSDA-3                         |
| 4 | 1997年12月20日 | 天使の誘惑                       | 涙くんさよなら    | －                             | NSDA-6 未来万紀&チープ広石名義 |
| 5 | 1998年4月21日  | Destiny                          | Innocent Memories | Birthday Eve(#1=Album Version) | NSDA-8                         |
| 6 | 1998年10月21日 | 誰よりも愛してた…                | プラタナス        | Birthday Eve(#1,2)             | NSDA-15                        |
| 7 | 1999年5月8日   | かけがえのない思いの中で         | 夢みてる自分に    | －                             | NSDA-16                        |

### アルバム
|   | 発売日        | タイトル     | 規格品番 |
| - | ------------- | ------------ | -------- |
| 1 | 1999年1月21日 | Birthday Eve | NSCA-2   |

## タイアップ
| 楽曲                     | タイアップ                                   | 収録作品                 |
| ------------------------ | -------------------------------------------- | ------------------------ |
| Destiny                  | tvk『来て! 見て! 未来』EDテーマ              | Destiny                  |
| Destiny                  | テレビ愛知『まき カメ ふらいで〜』EDテーマ   | Destiny                  |
| 誰よりも愛してた…        | tvk、千葉テレビ『音楽みらい伝説』EDテーマ    | 誰よりも愛してた…        |
| 誰よりも愛してた…        | 東海テレビ『猛烈! ピストンラブツアー』挿入歌 | 誰よりも愛してた…        |
| かけがえのない思いの中で | テレビ愛知『BANG!』EDテーマ                  | かけがえのない思いの中で |
| かけがえのない思いの中で | 関西テレビ『彼女の部屋』EDテーマ             | かけがえのない思いの中で |

## ラジオ
- 未来万紀の未来へジャンプ（FM SOCK）